# Martyrologe allemand du XXe siècle

Le martyrologe allemand du XXe siècle est un compendium hagiographique et historique des martyrs catholiques allemands, édité en langue allemande sous le titre « Das deutsche Martyrologium des 20. Jahrhunderts ». Il est publié par le prélat Helmut Moll à la demande de la Conférence épiscopale allemande.

## Développement
Il était particulièrement important pour le pape Jean-Paul II de garder vivante la mémoire des « martyrs de la foi chrétienne ». En 1996, la Conférence épiscopale allemande (DBK) a confié au prêtre diocésain et historien de Cologne Helmut Moll la rédaction d'un martyrologe allemand.
Chaque diocèse allemand a nommé un responsable de projet pour assister Moll, chef à plein temps du bureau créé par la DBK. En 1999, le cardinal Lehmann, en tant que président de la Conférence épiscopale, et Moll ont remis la première édition de l'ouvrage au pape Jean-Paul II. 
L'ouvrage en deux volumes propose plus de 800 biographies de martyr catholiques et rend compte également de chrétiens d'autres confessions  qui ont subi une mort violente à cause de leur foi.
La huitième édition augmentée et mise à jour a été livrée en 2023. Elle contient 81 nouvelles biographies, en particulier dans le groupe des martyrs en territoires de mission. Des biographies sélectionnées dans la section consacrée à la persécution pendant le national-socialisme ont été publiées en 2007 en italien sous le titre Testimoni di Cristo.

## Sections
Les vies des témoins de la foi ont été réparties en quatre domaines :
1. « Témoins de sang du temps du national-socialisme » (416 personnes – réparties en diocèses, zones de juridiction et ordres religieux),
2. « Témoins de sang du temps du communisme » (171 personnes – réparties par région d'origine),
3. « Martyrs de la pureté » (118 personnes – réparties selon le contenu et triées par région ou par diocèses au sein des groupes),
4. « Témoins de sang des territoires de mission » (187 personnes – regroupées chronologiquement par communauté).

## Critères d'admission
Comme critère d'admission au martyrologe allemand, les éditeurs se réfèrent à la notion de martyr de la Congrégation pour les causes des saints. Ils utilisent ainsi en principe les mêmes critères que ceux appliqués par l'Église catholique pour les béatifications et les canonisations en ce qui concerne le martyre.
Toutefois, le martyrologe énumère également des cas dans lesquels il existe des difficultés de délimitation. La plupart des personnes accueillies n'ont jusqu'à présent pas été reconnues comme martyrs par la congrégation du Vatican.
En ce qui concerne le critère de l'appartenance ethnique allemande, les membres des minorités allemandes d'Europe de l'Est, les membres d'ordres allemands qui y travaillent et d'autres martyrs d'origine allemande ou liés à l'Allemagne ont également été inclus. L'attribution « allemande » du martyrologe repose sur la notion génétique de peuple pour les « Allemands ethniques ».

## Réception
Reimund Haas arrive à la conclusion (2000) que l'ouvrage faisait « époque » en tant que contribution à l'hagiographie catholique qui, à son tour, « dans le postmodernisme de l'Europe centrale, à l'exception de vagues de mode à court terme, a un statut scientifique difficile ». Cela ne serait pas seulement dû aux réserves des églises issues de la Réforme, mais aussi au nombre extraordinairement élevé de béatifications et de canonisations par Jean-Paul II.
En été 2017, Helmut Moll a reçu, en tant qu'éditeur du Martyrologe, le prix August Benninghaus, destiné avant tout à récompenser son travail à l'œuvre hagiographique.

## Sources
- (de) Helmut Moll, Zeugen für Christus. Das deutsche Martyrologium des 20. Jahrhunderts. [« Témoins du Christ. Le martyrologe allemand du XXe siècle. »], Paderborn, Brill Schöningh, 2024 (ISBN 978-3-506-79130-6).